# Kwalifikacyjny kurs zawodowy
Kwalifikacyjny kurs zawodowy – pozaszkolna forma kształcenia ustawicznego wpisana w polski system oświaty. Program nauczania kursu uwzględnia podstawę programową kształcenia w zawodach w zakresie jednej kwalifikacji, a jego ukończenie umożliwia przystąpienie do egzaminu zawodowego w zakresie tej kwalifikacji.

## Historia kwalifikacyjnych kursów zawodowych
Od 1 września 2012 r. rozpoczęto w Polsce modernizację kształcenia zawodowego. Jednym z celów wprowadzonych zmian było dostosowanie kształcenia zawodowego do zmieniającego się rynku pracy między innymi dzięki uelastycznieniu kształcenia ustawicznego, czyli umożliwieniu uzyskiwania lub uzupełniania kwalifikacji zawodowych nie tylko poprzez kształcenie w trybie szkolnym, ale także w formach pozaszkolnym. Do systemu oświaty w Polsce zostały wówczas wprowadzone kwalifikacyjne kursy zawodowe. Kwalifikacyjne kursy zawodowe (KKZ) ściśle powiązano ze szkolnictwem zawodowym. Prowadzenie kształcenia na KKZ było możliwe dzięki wyodrębnieniu kwalifikacji w zawodach ujętych w klasyfikacji zawodów szkolnictwa zawodowego. W każdym zawodzie wyodrębniono jedną, dwie lub trzy kwalifikacje. Kwalifikacja w zawodzie to wyodrębniony w tym zawodzie zestaw oczekiwanych efektów kształcenia, których osiągnięcie potwierdzało świadectwo wydane przez okręgową komisję, po zdaniu egzaminu potwierdzającego kwalifikację w zawodzie w zakresie tej kwalifikacji.
W 2019 r. rozpoczęła się kolejna reforma kształcenia zawodowego: zamiast klasyfikacji zawodów szkolnictwa zawodowego pojawiła się klasyfikacja zawodów szkolnictwa branżowego, a po zdaniu egzaminu zawodowego w zakresie danej kwalifikacji zdający otrzymuje się certyfikat kwalifikacji zawodowej (dawniej świadectwo) wydany przez okręgową komisję kwalifikacyjną. W każdym zawodzie jest teraz wyodrębniona tylko jedna lub dwie kwalifikacje. Zawody zostały podzielone na 32 branże. Przyporządkowując dany zawód do określonej branży wzięto pod uwagę specyfikę umiejętności zawodowych lub zakres, w jakim te umiejętności są wykorzystywane podczas wykonywania zadań zawodowych. Pozostała jednak możliwość kształcenia na KKZ w zakresie kwalifikacji wyodrębnionych w zawodach szkolnictwa branżowego.

## Organizacja kwalifikacyjnych kursów zawodowych
Kwalifikacyjnych kursów zawodowych nie można prowadzić dla wszystkich kwalifikacji. Zawody i kwalifikacje, dla których możliwe jest organizowanie KKZ wskazuje rozporządzenie w sprawie klasyfikacji zawodów szkolnictwa branżowego, natomiast warunki organizacji i prowadzenia określa rozporządzenie w sprawie kształcenia ustawicznego. Program nauczania KKZ przygotowuje się w oparciu o podstawę programową kształcenia w zawodach. Kursy mogą być prowadzone w formie dziennej, stacjonarnej lub zaocznej. KKZ kończy się zaliczeniem w formie ustalonej przez podmiot prowadzący kurs, a uczestnik otrzymuje zaświadczenie o ukończeniu KKZ na wzorze określonym w rozporządzeniu w sprawie kształcenia ustawicznego. Osoba, która ukończyła kurs może przystąpić do egzaminu zawodowego przeprowadzanego przez okręgową komisję egzaminacyjną.

## Uczestnicy kwalifikacyjnych kursów zawodowych
Kwalifikacyjne kursy zawodowe są w zasadzie przeznaczone dla osób dorosłych, bez względu na ich poziom wykształcenia. W wyjątkowych przypadkach określonych przepisami, osoby niepełnoletnie, które ukończyły szkołę podstawową mogą na KKZ realizować obowiązek nauki i jednocześnie zdobyć zawód. Są to osoby:
- mające opóźnienie w cyklu kształcenia związane z sytuacją życiową lub zdrowotną uniemożliwiającą lub znacznie utrudniającą:
  - podjęcie lub kontynuowanie nauki w szkole ponadpodstawowej dla młodzieży albo
  - realizowanie przygotowania zawodowego u pracodawcy
- przebywające w zakładzie karnym, areszcie śledczym, zakładzie poprawczym lub schronisku dla nieletnich.

## Organizatorzy kwalifikacyjnych kursów zawodowych
Kwalifikacyjne kursy zawodowe mogą prowadzić:
- publiczne i niepubliczne szkoły prowadzące kształcenie zawodowe, z wyjątkiem szkół artystycznych – w zakresie zawodów, w których kształcą, oraz w zakresie innych zawodów przypisanych do branż, do których należą zawody, w których kształci szkoła
- publiczne i niepubliczne placówki kształcenia ustawicznego i centra kształcenia zawodowego
- osoby prawne, osoby fizyczne oraz publiczne służby zatrudnienia, Ochotnicze Hufce Pracy, agencje zatrudnienia, instytucje szkoleniowe, organizacje pracodawców oraz związki zawodowe, prowadzące działalność edukacyjno-szkoleniową,
- podmioty prowadzące działalność oświatową wskazane w art. 170 ust. 2 ustawy – Prawo oświatowe, czyli osoby prawne i fizyczne prowadzące działalność oświatową nieobejmującą prowadzenia szkoły, placówki lub zespołu, podejmowaną na zasadach określonych w przepisach ustawy – Prawo przedsiębiorców[7]. Wskazane podmioty muszą posiadać akredytację kuratora oświaty na prowadzenie KKZ[8].

## Korzyści z ukończenia KKZ
Kwalifikacyjne kursy zawodowe umożliwiają osobom dorosłym, bez konieczności uczęszczania do szkoły, zmianę zawodu, uzyskanie nowych kwalifikacji lub uzupełnienie dotychczasowych. Dzięki temu zainteresowane osoby mogą określić swoją indywidualną ścieżkę rozwoju zawodowego. KKZ wpisują się w ideę uczenia się przez całe życie (LLL – Life Long Learning).

### Przykład 1
W zawodzie murarz-tynkarz wyodrębniono jedną kwalifikację BUD.12.: Wykonywanie robót murarskich i tynkarskich. Zawód można zdobyć poprzez:
- uczęszczanie do branżowej szkoły I stopnia i zdanie egzaminu zawodowego w zakresie tej kwalifikacji albo
- kształcenie się na kwalifikacyjnym kursie zawodowym zorganizowanym w zakresie tej kwalifikacji i zdanie egzaminu zawodowego w zakresie tej kwalifikacji

Każda osoba po zdaniu egzaminu zawodowego otrzymuje certyfikat kwalifikacji zawodowej. Absolwent branżowej szkoły I stopnia, który ma certyfikat tej kwalifikacji otrzymuje dyplom zawodowy w zawodzie murarz-tynkarz. Uczestnik KKZ może otrzymać także dyplom zawodowy, jeśli oprócz certyfikatu będzie posiadał wykształcenie co najmniej zasadnicze zawodowe albo zasadnicze branżowe. Wykształcenie można także potwierdzić zdając odpowiednie egzaminy eksternistyczne.

### Przykład 2
W zawodzie technik budownictwa wyodrębniono dwie kwalifikacje: BUD.12. i BUD.14. Osoba, która ma certyfikat kwalifikacji BUD.12. może zdobyć zawód technik budownictwa poprzez:
- uczęszczanie do branżowej szkoły II stopnia i zdanie egzaminu zawodowego w zakresie kwalifikacji BUD.14. albo
- kształcenie się na kwalifikacyjnym kursie zawodowym zorganizowanym w zakresie kwalifikacji BUD.14., zdanie egzaminu zawodowego w zakresie tej kwalifikacji oraz posiadanie wykształcenia co najmniej średniego lub średniego branżowego.

### Przykład 3
Osoba 16-letnia ukończyła szkołę podstawową i ze względu na skomplikowaną sytuację rodzinną, mimo obowiązku nauki, nie może uczęszczać do szkoły. Może zdobyć zawód murarz-tynkarz uczęszczając na KKZ z zakresu kwalifikacji BUD.12. Może także przystąpić do egzaminu zawodowego i po jego zdaniu otrzyma certyfikat tej kwalifikacji. Ze względu na brak odpowiedniego wykształcenia nie będzie miała natomiast dyplomu w zawodzie murarz-tynkarz. Dyplom może otrzymać po uzupełnieniu wykształcenia do wymaganego poziomu, nawet jeśli będzie to dopiero za kilka lat.
KKZ pozwalają więc zdobyć potrzebny zawód także inaczej niż poprzez uczęszczanie do szkoły prowadzącej kształcenie zawodowe. Na przykład:
- Absolwent liceum ogólnokształcącego może otrzymać dyplom technika budownictwa, jeżeli ukończy KKZ w zakresie kwalifikacji BUD.12. oraz KKZ w zakresie kwalifikacji BUD.14. i zda egzaminy zawodowe w zakresie obydwu kwalifikacji.
- Absolwent branżowej szkoły I stopnia, który ma dyplom w zawodzie murarz-tynkarz może uzyskać dyplom w zawodzie technik budownictwa, jeżeli ukończy KKZ w zakresie kwalifikacji BUD.14., zda egzamin zawodowy w zakresie tej kwalifikacji, ukończyć liceum ogólnokształcące dla dorosłych rozpoczynając kształcenie od klasy II.
- Absolwent szkoły podstawowej, który ukończył KKZ w zakresie kwalifikacji BUD.12. i zdał egzamin zawodowy otrzymuje certyfikat w zakresie tej kwalifikacji.